# Kylkirovanlammi
Kylkirovanlammi är en sjö i Övertorneå kommun i Norrbotten och ingår i Torneälvens huvudavrinningsområde.